# John Robertson (homme politique, Australie)
Pour les articles homonymes, voir John Robertson et Robertson.
Sir John Robertson (15 octobre 1816 – 8 mai 1891) était un homme politique australien qui fut le cinquième Premier Ministre de Nouvelle-Galles du Sud, poste qu'il occupa par cinq fois. Robertson est surtout connu pour son projet de réforme de la propriété des terres et en particulier le "Robertson Land Acts" de 1861, qui chercha à augmenter la proportion de terres de la Couronne, propriétés inaliénables que n'importe qui pouvait mettre en valeur et de briser ainsi le monopole des squatteurs.
Robertson fut élu au Parlement en 1856 et fut partisan du suffrage universel, du vote à bulletin secret, de créations de circonscriptions ayant sensiblement le même nombre d'électeurs, de l'abolition de l'aide de l'état aux Églises, de la création d'écoles publiques, du libre échange et de la réforme des Terres. Il concevait de faire passer en priorité les attributions de terre aux "terres de la Couronne" comme une des principales clefs de la réforme sociale en permettant aux colons pauvres de bénéficier de terres cultivables même si elles avaient été occupées par des squatteurs. Ces idées lui permirent de dominer la scène politique entre 1856 et 1861.

## Jeunesse
Robertson est né à Londres. Son père, James Robertson, était Écossais, sa mère anglaise, et sa famille émigra en Australie en 1820 sur les conseils de Sir Thomas Brisbane. Ce fut à priori dans de bonnes conditions financières car, selon la tradition de l'époque, tout nouvel émigrant qui arrivait en Australie avec plus de 2500 £ se voyait accorder la propriété de 10 km² de bonne terre et c'est bien ce qu'ils reçurent dans la région du Haut Hunter. James Robertson fut aussi nommé responsable en chef des horloges du gouvernement et reçut comme dédommagement 35 hectares de propriété à Robertson's Point à Cremorne Point .
Robertson avait cinq ans quand son père l'envoya à l'école que venait d'ouvrir à Sydney John Dunmore Lang. Parmi ses condisciples figuraient James Martin et William Forster deux futurs Premiers Ministres. Il quitta l'école en 1833 et retourna en Angleterre muni de quelques lettres de recommandation. Il rencontra par hasard Lord Palmerston. La personnalité du jeune Robertson impressionna tellement Palmerston qu'il l'invita quelques jours chez lui à la campagne. Il lui fit rencontrer quelques personnages importants et avant qu'il ne quitte l'Angleterre lui remit une lettre de recommandation pour le gouverneur, Sir Richard Bourke. 
Robertson visita la France et l'Amérique du Sud et, après deux ans d'absence, rejoignit sa famille en Australie. Il passa quelques années à s'occuper d'élevage et de culture. Il épousa Madge Davies, une jeune fille de 21 ans avec qui il eut trois garçons et six filles. Il joua un rôle important dans la lutte contre les squatteurs avec l'aide du gouverneur Sir George Gipps, qui essayait de limiter l'expansion des pâturages dans le nord-ouest de l'Australie pour protéger les aborigénes contre leur spoliation et leur massacre,.

## Parlementaire
Quand fut créé un véritable gouvernement en 1856, Robertson se présenta au poste de député avec son programme électoral. Bien qu'incapable de mener campagne en raison de son état de santé, il remporta le siège convoité et s'inscrivit au parti libéral. Bien qu'il y eut des terres libres et des terres à louer, il était persuadé que l'agriculture du pays était handicapée par les lois sur la propriété. Il pensait que l'équilibre social du pays reposait sur une réforme de celles-ci et il s'attira par ses idées de nombreux appuis tant en ville qu'à la campagne,
En janvier 1858, il entra dans le deuxième gouvernement de Charles Cowper comme Ministre des Terres et des Travaux Publics. Il fut le principal responsable de la réforme de la loi électorale introduisant le suffrage universel pour les hommes, augmenta le nombre de députés de 54 à 80,(8 postes seront supprimés en fin 1859 lorsque le Queensland se séparera de la Nouvelle-Galles du Sud). Il réserva un siège à attribuer à l'Université de Sydneylorsqu'elle aurait 100 diplômés ce qui n'arriva pas avant 1876. Aux élections de juin 1859, il fut réélu député. En octobre 1859, le gouvernement Cowper fut battu en partie à cause du refus de Robertson de voter la loi sur l'éducation. Son successeur William Forster fut forcé de démissionner lorsqu'il fut mis en minorité en février 1860.

## Premier mandat de Premier Ministre et réforme des lois sur la terre
Robertson devint Premier Ministre en mars 1860 et passa tout son temps à mener à bien sa réforme des lois sur la terre, à faire voter la loi sur la "Crown Lands Alienation" et la "Crown Lands Occupation" bill. Ces lois furent d'abord repoussées en Commission en octobre. Ceci permit à Robertson d'obtenir du gouverneur William Denison une dissolution du Parlement et de nouvelles élections en décembre qui lui apporta une majorité nette, tous les candidats s'étant déclarés publiquement contre le projet ayant été battus.
Robertson confia le poste de Premier Ministre à Cowper le 10 janvier 1861 tandis que Robertson se consacrait entièrement à ses projets en tant que Ministre des terres. Ses lois furent votées par l'assemblée le 27 mars et Robertson démissionna de son poste de députépour se faire élire à la Chambre Haute le 3 avril pour achever l'adoption de la loi. Comme la Chambre Haute était fortement opposée aux projets de loi, Robertson persuada Cowper de demander au nouveau gouverneur Sir John Young d'augmenter le nombre de sénateurs de 21 membres. Avant l'arrivée des nouveaux membres, le président de la Chambre Haute, Sir W. W. Burton, démissionna, quitta le Parlement, d'autres parlementaires le suivirent et le quorum ne put être atteint. Mais les cinq ans du mandat des parlementaires s'étaient écoulés et le gouverneur nomma les nouveaux sénateurs dont Robertson dont le mandat fut renouvelé. Par suite de l'arrivée d'une nouvelle Chambre haute, la loi dut repasser devant l'Assemblée ce qui fut fait en septembre puis devant la Chambre Haute ce qui eut lieu en octobre 1861. La loi qui fut votée resta en vigueur pendant de nombreuses années. 
Robertson démissionna du la Chambre Haute en décembre 1861 et John Garrett laissa son siège de Shoalhaven pour lui permettre par une élection partielle en janvier 1862 de retrouver un poste de député. Aux élections de novembre 1864, il remporta le siège de Sydney-ouest. En février 1865, il fut de nouveau ministre de la terre dans le quatrième gouvernement Cowper. Il quitta le parlement pour s'occuper de ses affaires personnelles après la faillite de propriétés qu'il possédait dans le nord du Queensland en octobre 1865 mais il récupéra son poste huit jours plus tard. Aux élections de janvier 1866, il fut battu car il se heurta au refus des électeurs de garder certaines terres de la Couronne pour un usage public tel que l'alimentation en eau de la ville et sur la rumeur rapportée par le Sydney Morning Herald, qu'il était le président de la société Fenian. Il remporta une élection partielle à Clarence en août 1866 puis en novembre 1869.

## Deuxième mandat
En janvier 1868, il reprit les postes de Premier Ministre et de Secrétaire Colonial. Il récupéra le mandat de député de Sydney-ouest aux élections générales de décembre 1869. Il fut incapable de faire passer le moindre projet de loi et dut céder sa place à Cowper en janvier 1870 et en février il fut obligé de démissionner du Parlement par suite de sa banqueroute personnelle. Un comité fut formé pour trouver des fonds pour le sortir de sa situation financière et il récupéra son poste de député en mars et libéré de sa banqueroute en août.
Robertson revint au gouvernement en août 1870 comme ministre de la terre. Le gouvernement avait une très faible majorité à l'Assemblée et quand Cowper fut nommé représentant de l'État à Londres, le gouvernement démissionna. Sir James Martin fut pressenti pour diriger le nouveau gouvernement et à la surprise générale Robertson accepta le poste de Secrétaire Colonial dans son gouvernement. Aux élections générales qui eurent lieu au début de 1872, trois membres du gouvernement Martin furent battus et Henry Parkes arriva au pouvoir le 14 mai 1872 ce qui fut le début d'une lutte entre les deux hommes qui dura plusieurs années.

## Troisième et quatrième mandat
Robertson redevint Premier Ministre en février 1875, Parkes en mars 1877, Robertson en août 1877 mais son gouvernement n'allait pas au-delà de décembre. Il organisa une élection en novembre et fut battu à Sydney-ouest mais fut élu à Mudgee et à Macquarie-Est et choisit de représenter la première circonscription jusqu'en décembre 1878. L'arrivée de James Farnell au poste de Premier Ministre en 1877 amena Parkes et Robertson à faire une pose et à réfléchir à la situation et en décembre 1878 une alliance fut passée entre eux deux ce qui permit à l'État d'avoir un gouvernement stable qui resta au pouvoir quatre ans et qui put enfin faire voter des lois. Parkes était Premier Ministre et Robertson fut Vice-président du conseil exécutif. En 1879, il créa le parc national royal. Pendant le séjour de Parkes en Angleterre, entre décembre 1881 et août 1882, Robertson assura l'intérim du poste de Premier Ministre et de Secrétaire Colonial. Le 31 décembre 1881, il démissionna de son poste et revint à l'Assemblée lors d'une élection partielle en janvier 1882. Les élections générales de décembre 1882 furent défavorables au gouvernement et il démissionna,.

## Cinquième mandat
Robertson forma son cinquième gouvernement en décembre 1885 mais démissionna au mois de février. Il était administrateur du "parc national royal" et il se blessa à la jambe en y travaillant ce qui aggrava sa dépression et, avec son mauvais état financier, le poussa à quitter le Parlement en juin 1886. Une prime de 10 000 £ lui fut accordée par le gouvernement. À partir de ce moment-là, il se retira de la vie publique en raison de son mauvais état de santé. Il fut un adversaire acharné de la fédération australienne au point que son dernier acte politique fut d'envoyer une lettre à ce sujet au Sydney Morning Herald qui publia l'article la veille de sa mort. 
Robertson mourut à Watsons Bay et eut droit à des obsèques nationales.